# 马丁·里斯

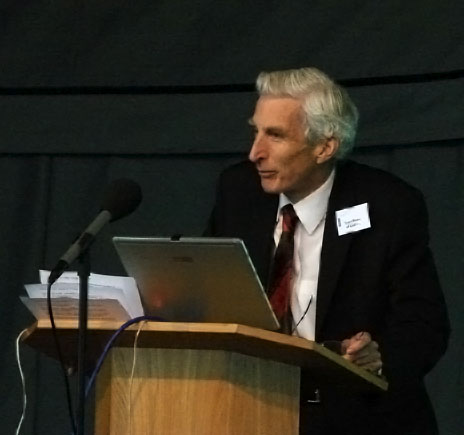
2007年在焦德雷尔·班克天文观测站

勒德洛的里斯男爵马丁·约翰·里斯，OM，FRS（英語：Martin John Rees, Baron Rees of Ludlow，又譯作“马丁·芮斯”，1942年6月23日—），英国理论天文学家、数学家，前英国皇家学会会长。

## 生平
里斯于1942年6月23日在英格兰的約克出生。早年就读于什鲁斯伯里学校。里斯本科毕业于剑桥大学三一学院，以一等荣誉数学学位毕业。里斯并继续在剑桥大学取得天文物理学博士学位，博士导师为英国物理学家、宇宙学家 丹尼斯·夏玛。　
里斯取得博士学位后，先后在英国和美国从事博士后的研究。里斯先后在英国的萨塞克斯大学和剑桥大学教授物理天文学。1967年，里斯剑桥大学耶稣学院的研究员。1968年，在加州理工学院担任研究员。1969年，里斯成为剑桥大学国王学院研究员。1972年，里斯在美国马萨诸塞州剑桥的哈佛大学担任访问教授。里斯也曾在英国的苏塞克斯大学担任天文学教授。
1975年，里斯担任伦敦的格雷沙姆学院（Gresham College）的教授。1977年，里斯出任剑桥大学天文学院院长，任职5年。里斯曾任剑桥大学著名的普鲁密安天文学与实验学教授（Plumian Professor of Astronomy and Experimental Philosophy）长达19年之久，并于1991年退休。
1984年，里斯出任美国华盛顿特区史密森学会校务委员会委员，任职4年。该职位为荣誉性，只授予成就卓著的的天文学家。
1992年至2003年，里斯是剑桥大学皇家学会研究教授（Royal Society Research Professor）。2003年，里斯成为皇家学会宇宙学和天文物理学教授。里斯也曾是莱斯特大学和伦敦帝国学院的访问教授。2004年至2012年，里斯担任剑桥大学三一学院院长。
1994年，里斯出任英国科学促进会的主席。1995年1月至今，里斯担任皇家天文學家。里斯曾担任英国皇家天文学会会长二年。2005年12月1日至2010年，里斯担任英国皇家学会的会长，2010年皇家学会会长由2001年诺贝尔生理学或医学奖得主保罗·纳斯继任。
里斯也是一位社会活动家和通俗科普作家。里斯曾参加BBC举办的通俗科普讲座。里斯相信搜寻地球以外智慧生物的存在有可能成功。

## 科学研究
里斯著有500多篇科学论文。
里斯对宇宙微波背景辐射的起源作出了很多重要贡献。里斯也对银河系的起源、成型和分布作出了重要贡献。
里斯是研究类星体的权威。里斯系统研究了类星体的分布，反驳了状态平衡理论。1971年，里斯提出射电星系的能量来自其中心的类星体。里斯也提出巨大黑洞是类星体的能量源泉的观点。

## 荣誉

### 皇室荣誉
- 1992年：被女王伊利莎白二世册封为爵士。
- 2005年：被女王伊利莎白二世册封为终身贵族，获封男爵。
- 2007年：获得功绩勋章，女王的私人礼物。

### 外国勋章奖章
- 旭日重光章（日本，2015年11月3日公布[1]）

### 会士、院士头衔
里斯曾获得19所大学的荣誉博士头衔。里斯曾获选多个科学学会的会士和学院的院士：
- 1975年：获选美国文理科学院外籍荣誉院士。
- 1979年：获选为英国皇家学会院士。
- 1981年：获选英国物理学会会士。
- 1982年：获选美国科学院外籍院士。
- 1989年：获选欧洲学术院（Academia Europaea）院士。
- 1989年：获选英国数学和应用数学学会会士。
- 1990年：获选梵蒂冈宗座科学院院士。
- 1990年：获选印度科学院荣誉院士。
- 1993年：获选美国哲学会外籍会士。
- 1993年：获选瑞典皇家科学院外籍院士。
- 1994年：获选俄罗斯科学院荣誉院士。
- 1996年：获选挪威科学与文学学院院士。
- 1996年：获选意大利科学院外籍院士。
- 1998年：获选荷兰皇家艺术与科学学院院士。
- 2001年：获选英国物理学会荣誉会士。
- 2001年：获选不列颠协会荣誉会士。
- 2003年：获选芬兰科学与艺术院外籍院士。
- 2007年：获选英国皇家工程学院荣誉院士。
- 2007年：获选第三世界科学院院士。

### 获奖
- 1984年：获得丹尼·海因曼天体物理学奖。
- 1987年：获得英国皇家天文学会金质奖章。
- 1989年：获得巴尔赞奖，在高能天文物理学领域。
- 1993年：获得布鲁斯奖。
- 2000年：获得布鲁诺·罗西奖。
- 2001年：获得格鲁伯宇宙学奖。
- 2004年：受邀讲授美国天文学会的亨利·诺利斯·罗素讲座。
- 2004年：获得生命之舟基金会的“卫士奖”。
- 2004年：获得英国皇家学会的迈克尔·法拉第奖，在科学交流领域。
- 2005年：获得瑞典的克拉福德奖。[2]
- 2007年：获得英国国立海事博物馆的凯尔德奖章。
- 2011年：获得邓普顿奖。[3]

## 榮譽
- 小行星命名：里斯星